# Arrondissements des Ardennes
Le département des Ardennes comprend quatre arrondissements.

## Composition
| Nom                                    | Code Insee | Superficie (km2) | Population (dernière pop. légale) | Densité (hab./km2) | Modifier             |
| -------------------------------------- | ---------- | ---------------- | --------------------------------- | ------------------ | -------------------- |
| Arrondissement de Charleville-Mézières | 081        | 1 825,30         | 152 746 (2022)                    | 84                 | modifier les données |
| Arrondissement de Rethel               | 082        | 1 199,70         | 37 306 (2022)                     | 31                 | modifier les données |
| Arrondissement de Sedan                | 083        | 792,20           | 56 363 (2022)                     | 71                 | modifier les données |
| Arrondissement de Vouziers             | 084        | 1 412,20         | 20 789 (2022)                     | 15                 | modifier les données |
| Ardennes                               | 08         | 5 229,00         | 267 204 (2022)                    | 51                 | modifier les données |

## Histoire
- 1790 : création du département avec six districts : Charleville, Grandpré, Rethel, Rocroi, Sedan, Vouziers
- 1800 : création des arrondissements : Mézières, Rethel, Rocroi, Sedan, Vouziers
- 1926 : suppression des arrondissements de Rocroi et Sedan
- 1942 : restauration de l'arrondissement de Sedan
- 1966 : l'arrondissement de Mézières devient l'arrondissement de Charleville-Mézières